# 涌兴镇
涌兴镇，是中华人民共和国四川省达州市渠县下辖的一个乡镇级行政单位。2019年12月，撤销平安乡，将其所属行政区域划归涌兴镇管辖。

## 行政区划
涌兴镇下辖以下地区：
涌兴社区、涌西村、涌北村、石龙村、涌东村、群益村、涌南村、涌郊村、勤俭村、云岭村、庙寨村、双梯村、玉滩村、白坡村、兴武村、枫木村、洪坪村、三元村和永兴村。